# بيت من زجاج
بيت من زجاج هو فيلم تلفزيوني مغربي من إخراج عز العرب العلوي سنة 2011، و بطولة كل من محمد خيي، نجاة الوافي، محمد الأثير، أسماء ساوري، وآخرون.

## القصة
يحكي الفيلم أحداثا من حياة أسرة مغربية، يعيش معها السيد أحمد باعتباره رجل أعمال ناجح، يعيش في سعادة مع زوجته مليكة وابنته الوحيدة سلوى. هذه الأخيرة، وهي عائدة من السفر بعد حصولها على الدكتوراه، تتعرض لحادثة سقوط طائرة مميتة. وعلى إثر فقدان البنت الوحيدة، سلوى، تصاب الأم مليكة بصدمة عصبية شديدة أصابتها بشلل نصفي، كما أفقدتها التشبث بالحياة، الشيء الذي يحول البيت، عش السعادة إلى سجن كله تعاسة.
تمر سنة تقريبا، ثم صدفة، يلتقي السيد أحمد بشابة شديدة الشبه بابنته المتوفية سلوى فيقدمها لزوجته على أنها سلوى، علّها تخرج من حزنها وتشفى من مرضها.